# Sofie Engelke
Sofie Engelke (auch Sophie Engelke) (* 17. Juli 1927 in Frankfurt am Main; † 17. Dezember 2000 in Königstein im Taunus) war eine deutsche Schauspielerin.

## Leben
Ihre Eltern waren der Glaser Heinrich Jakob Engelke und dessen Ehefrau Anna Maria Margarete, geborene Krieglstein (1901–1955). Engelke legte eine Ausbildung an der Schauspielschule von Robert George (1879–1953) in Frankfurt am Main ab. Danach wirkte sie in Mainz, Darmstadt, München, Wiesbaden und an der Berliner Volksbühne. Sie arbeitete häufig als Sprecherin für den Rundfunk, oft beim Hessischen Rundfunk, wie in den Hörspielen Die Brieftasch (1961) und Der Glasschrank (1964). Zwischen 1954 und 1956 spielte sie in vier Kinofilmen um die Familie Hesselbach in der Rolle der Waltraud Schulz. In den 1980er und frühen 1990er Jahren war sie oft in der Krimiserie Ein Fall für Zwei mit Günter Strack und Claus Theo Gärtner zu sehen. 
Sofie Engelke war mit dem Dramaturgen, Hörfunk- und Fernsehautor Günther Swars (1923–2016) verheiratet. Sie starb im Alter von 73 Jahren und wurde auf dem Hauptfriedhof ihrer Heimatstadt beigesetzt.

## Filmografie (Auswahl)
- 1954: Die Familie Hesselbach
- 1955: Die Familie Hesselbach im Urlaub
- 1956: Das Horoskop der Familie Hesselbach
- 1956: Herr Hesselbach und die Firma
- 1960–1961: Die Firma Hesselbach (Fernsehserie, 15 Folgen als Frieda Lahmann)
- 1967–1968: Der Vater und sein Sohn (Fernsehserie, 6 Folgen)
- 1975: Tatort: Die Rechnung wird nachgereicht
- 1976: Tatort: Zwei Flugkarten nach Rio
- 1982: Ein Fall für zwei – Überstunden
- 1984: Ein Fall für zwei – Morgengrauen
- 1984: Ein Fall für zwei – Chemie eines Mordes
- 1985: Tatort: Acht, neun – aus
- 1986–1987: Hessische Geschichten
- 1988: Tatort: Die Brüder
- 1988: Ein Fall für zwei – Man lebt nur einmal
- 1990: Ein Fall für zwei – Blutige Rosen
- 1990: Ein Fall für zwei – Tödlicher Irrtum
- 1990: Tatort: Tod einer Ärztin
- 1991: Ein Fall für zwei – Schneewalzer
- 1994: Die Kommissarin – Das Lied vom Freund
- 1995: Der Leihmann (Fernsehfilm, Regie: Claus-Michael Rohne)